# Estádio El Cobre
Estadio El Cobre, é um estádio multiuso na cidade de El Salvador, no Chile. Atualmente é usado na maior parte para partidas de futebol, sendo o local de mando do Cobresal. O estádio tem lugar para 20 752 espectadores e foi construído em 1980.